# 통영 최영장군 사당
최영장군 사당(崔瀯將軍 祠堂)은 대한민국 경상남도 통영시 사량면 금평리에 있는 최영장군 사당이다. 1983년 7월 20일 경상남도의 문화재자료 제32호로 지정되었다.

## 개요
고려말 왜구의 침입으로부터 통영을 지킨 최영 장군을 추모하기 위해 세운 사당이다.
최영 장군은 고려의 명장이자 재상이었다. 안으로는 여러 차례 왜구를 격퇴하고 ‘홍건적의 난’때 이를 평정하는데 큰 역할을 담당하였으며, 밖으로는 원나라에 지원병으로 가서 활약하기도 하였다. 위화도 회군을 단행하는 이성계의 세력을 막으려 하였으나 실패하고 이성계에게 잡혀 고향인 고봉현으로 귀양을 갔고, 개성으로 압송되어 참수되었다.
사당 안에는 ‘고려공신최영장군영위(高麗功臣崔瑩將軍靈位)’라고 적혀 있는 위패가 있고 왼편에 선녀에게 호위된 최영 장군의 영정이, 오른편으로는 말을 타고 있는 장군의 마부상(馬夫像)이 있다.
이곳에서는 해마다 음력 정월 섣달에 주민들이 제사를 올린다.

## 같이 보기
- 최영

## 참고 자료
- 최영장군사당 - 국가유산청 국가유산포털